# Giurisdizione

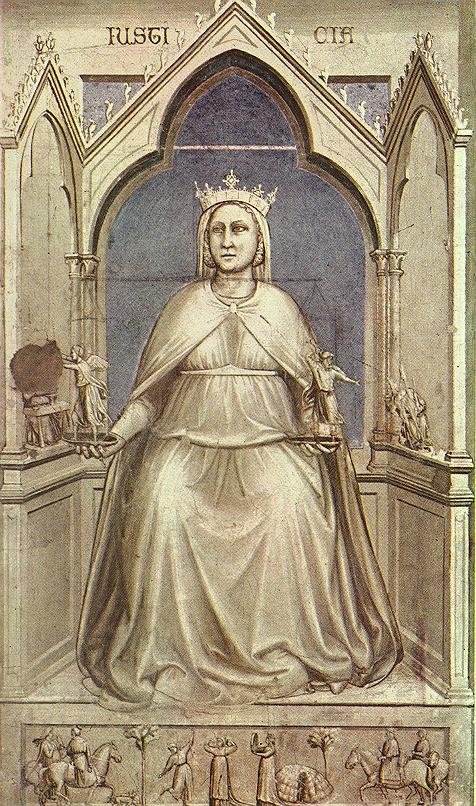
La tradizionale allegoria della giustizia nell'interpretazione di Giotto, Cappella degli Scrovegni, Padova

Il termine giurisdizione (dal latino iurisdictio, a sua volta derivato da ius dicere), in diritto, viene utilizzato con diversi significati tra loro connessi, generalmente riferiti all'attività e al ruolo dell'esercizio delle funzioni.

## Significato concettuale
Il termine può essere utilizzato per designare:
- in senso oggettivo, la funzione pubblica (funzione giurisdizionale) consistente nell'applicazione del diritto oggettivo, interpretandone le disposizioni generanti norme per renderle operanti nel caso concreto, per risolvere le controversie in posizione di terzietà, ossia di indipendenza rispetto alle parti e di indifferenza riguardo all'esito della controversia;
- in senso soggettivo, l'insieme degli organi che esercitano tale funzione, i giudici;
- la sfera di competenza di un giudice o, con significato più generale ma meno appropriato, di un organo pubblico;
- Nel diritto ecclesiastico, una delle due potestà (detta anche potestà di governo) che ha la Chiesa per raggiungere il suo fine essenziale consistente nella salute delle anime (l'altra è la cosiddetta potestà d'ordine, cioè il potere di amministrare i sacramenti); si distingue in g. di fòro interno e g. di fòro esterno secondo che si eserciti esclusivamente nell'àmbito delle coscienze oppure nella sfera dei rapporti sociali, e comprende insieme i poteri di legiferare, di amministrare e di giudicare (in un senso più stretto, il diritto canonico vi comprende anche il potere di esaminare una controversia e di definirla con l'emanazione di una sentenza).

Quale sinonimo di giurisdizione, nei primi due significati, si usa anche l'espressione amministrazione della giustizia, sebbene la giurisdizione, in senso oggettivo e soggettivo, si distingua dall'amministrazione propriamente detta. D'altra parte, questa espressione viene usata anche con un diverso significato, per indicare le funzioni amministrative connesse alla giurisdizione.

## Caratteri generali
La funzione giurisdizionale si connota per l'esercizio di poteri autoritativi, ossia di pubbliche potestà, attraverso un particolare procedimento che prende il nome di processo. La sentenza, provvedimento emanato dal giudice in esito a tale procedimento, acquista una particolare efficacia, quella della cosa giudicata, quando sono stati esperiti tutti i mezzi di impugnazione predisposti dall'ordinamento o sono decorsi inutilmente i termini per proporli: la sentenza passata in giudicato è immodificabile (cosa giudicata formale) e fa stato tra le parti (e i loro eredi o aventi causa) che hanno l'obbligo di osservare quanto in essa stabilito, quasi fosse una legge speciale (cosa giudicata sostanziale).
L'insieme delle pronunce degli organi giurisdizionali prende il nome di giurisprudenza. Si discute in dottrina se la giurisprudenza possa considerarsi una fonte del diritto: la risposta è senz'altro affermativa per gli ordinamenti di common law dove vige il principio dello stare decisis; si tende invece a escluderlo per gli ordinamenti di civil law, sebbene anche in questi i precedenti possano avere una più o meno incisiva forza persuasiva; ciò è particolarmente vero per le pronunce delle corti supreme che, di fatto, finiscono per avere nell'ordinamento giuridico un'incidenza non dissimile da quella di una fonte del diritto.

### Relazioni con le altre funzioni pubbliche
La funzione giurisdizionale si distingue da quella legislativa (o, più in generale, normativa) perché quest'ultima si traduce nella creazione di norme (tendenzialmente) generali e astratte, con efficacia erga omnes, laddove la giurisdizione provvede per il caso singolo, mediante norme speciali e concrete, aventi efficacia inter partes (ma hanno efficacia erga omnes le pronunce dei giudici costituzionali che annullano leggi e atti aventi forza di legge e quelle dei giudici amministrativi che annullano atti amministrativi generali, come i regolamenti). La funzione giurisdizionale si differenzia, invece, dalla funzione amministrativa per la particolare posizione di terzietà del giudice.
Di solito l'esercizio della funzione giurisdizionale avviene in relazione a una lite (o controversia), ossia a un conflitto di interessi tra le parti, con il giudice chiamato a stabilire quale di esse ha ragione (giurisdizione contenziosa). Talvolta, però, non c'è lite e l'intervento del giudice è necessario per la costituzione, in collaborazione con le parti, di un rapporto giuridico che l'ordinamento non consente alle parti stesse di costituire autonomamente, a tutela di un interesse pubblico o dell'interesse privato di soggetti, come i minori o gli incapaci, che non possono agire in prima persona. Sono questi i casi di volontaria giurisdizione la quale, secondo l'opinione comune, non è attività giurisdizionale vera e propria ma attività materialmente amministrativa che l'ordinamento ha attribuito a organi giudiziari, in deroga al principio di separazione dei poteri.

### Giurisdizione e stato di diritto
Negli ordinamenti dove vige la separazione dei poteri i giudici costituiscono uno dei tre poteri dello Stato: il potere giudiziario. L'esistenza di una funzione giurisdizionale esercitata da giudici indipendenti, ai quali il privato possa rivolgersi per la tutela dei suoi diritti (intesi in senso lato), anche a fronte di lesioni arrecate dai pubblici poteri, è uno dei capisaldi dello stato di diritto. Anzi, nello stato costituzionale di diritto il sindacato del giudice si estende all'operato del potere legislativo, sotto forma di controllo di legittimità costituzionale delle leggi.
D'altra parte, in virtù del principio di legalità, altro caposaldo dello Stato di diritto, i giudici (così come gli organi del potere esecutivo) possono esercitare le sole potestà loro conferite dalle norme, tendenzialmente generali e astratte, poste dal potere legislativo e le devono esercitare in conformità a tali norme.

### Autodichìa
Sono deroghe al principio di separazione dei poteri i casi di autodichìa (dal greco antico αὐτός?, autós, "stesso" e δίκη, díkē, "giustizia"), in cui funzioni giurisdizionali sono attribuite a organi diversi dal potere giudiziario. Per la loro riconduzione a sistema, all'interno dello Stato di diritto, si è prevista quanto meno la ricorribilità per Cassazione degli atti di esercizio dei poteri disciplinari di alcuni ordini professionali, che la legge pone in capo direttamente ai relativi Consigli dell'ordine.
Residuano invece margini di assoluta sottrazione al potere giudiziario, quando si tratti di autodichia del potere legislativo (ed eventualmente di altri organi costituzionali), laddove alcune costituzioni moderne ancora prevedono la sottrazione ai giudici di alcune attività che si svolgono al suo interno (i cosiddetti interna corporis), in modo da impedire ingerenze di altri poteri dello Stato e salvaguardare così la sua indipendenza. 
Prima del dispositivo della sentenza n. 262 del 2017, l'autodichia era oggetto soltanto di un avallo indiretto. La Corte costituzionale nel 1985 aveva rifiutato di censurare tale deroga alla giurisdizione, ritenendo preclusa la via dell'incidente di costituzionalità in materia disciplinata dai regolamenti parlamentari.
La stessa Corte - nel 2014 (con la sentenza n. 120) - aveva però dichiarato:
In ordine alle molteplici ricadute della tematica Giuliano Amato, il 19 giugno 2017, ha dichiarato in un convegno: "l’autodichia c’è ma si fa in modo di non vederla: non è che non si vede, c’è ma non si vede".
Il punto di maggiore divaricazione, rispetto agli ambiti sottratti alla giurisdizione dai Parlamenti delle altre democrazie moderne, è nel fatto che, in Italia, il principio di autodichia riguarda anche "il diritto del Parlamento di essere giudice delle controversie che riguardano i propri dipendenti": un diritto definitivamente consacrato, dopo una lunga battaglia legale, dalla Corte costituzionale con la sentenza n. 262 del 2017, che ha però escluso che si possa applicare anche ai terzi che vengano in relazione con gli organi costituzionali.
Non sono comunque mancate istanze per un suo volontario abbandono: essa è stata contestata negli ultimi anni e ha dato luogo a una serie di iniziative legislative volte a ricondurre tali discipline al diritto comune.

## Classificazione

### Giurisdizione ordinaria e speciale
La Costituzione italiana afferma i principi di statualità ed esclusività della giurisdizione. Secondo questi principi dell'ordinamento italiano, nell'ordinamento giudiziario  la persona e l'organismo che esercitano la funzione requirente e giudicante proprie del potere giudiziario sono e non possono essere altro che statali (TITOLO IV- LA MAGISTRATURA, Sezione I Ordinamento giurisdizionale, art. 101-102).
In tutti gli ordinamenti vi sono giudici ordinati in un sistema, caratterizzato da una disciplina omogenea e dalla possibilità di impugnare le decisioni di un giudice innanzi a uno superiore; di solito sono assicurati tre gradi di giudizio, quello iniziale (di fronte al giudice di prima istanza) e due a seguito d'impugnazione, l'ultimo dei quali si svolge davanti alla corte suprema che è posta al vertice del sistema. I giudici che appartengono a questo ordine sono detti ordinari e hanno competenza generale, in contrapposizione ai giudici speciali che, invece, non appartengono all'ordine e hanno competenza su materie specifiche.
In alcuni ordinamenti i giudici speciali possono essere ordinati in giurisdizioni speciali, parallele alla giurisdizione ordinaria costituita dai giudici ordinari (comunque dipendenti di un ministero, nell'ambito di un potere pubblico autonomo e indipendente, che opera nel rispetto della separazione dei poteri). La giurisdizione unica è tipica dei paesi di common law mentre la pluralità di giurisdizioni si riscontra spesso nei paesi di civil law.
Dove esiste una pluralità di giurisdizioni è attribuita a un organo la potestà di risolvere i conflitti di competenza insorti tra giudici appartenenti a diverse giurisdizioni (conflitti di giurisdizione). In alcuni ordinamenti tale compito è demandato alla corte suprema posta al vertice della giurisdizione ordinaria (in Italia, ad esempio, alla Corte di cassazione), in altri a un organo apposito (come il Tribunal des conflits francese, costituito da un ugual numero di membri del Consiglio di Stato e della Corte di cassazione, presieduti dal Ministro della giustizia). Vi sono anche ordinamenti che, come quello tedesco, non hanno organi deputati a risolvere i conflitti di giurisdizione, per cui è il primo giudice adito a decidere se ha la giurisdizione o meno e, qualora dichiari la giurisdizione di altro giudice, vincola quest'ultimo.

### Giurisdizione civile e penale
In relazione alla natura della controversia, la giurisdizione si divide innanzitutto in civile e penale. La giurisdizione civile risolve le controversie concernenti rapporti giuridici di diritto privato; rientrano inoltre nella giurisdizione civile i rapporti di cui è parte la pubblica amministrazione quando non sono devoluti al giudice amministrativo. La giurisdizione penale risolve le controversie concernenti la responsabilità di un soggetto per un reato e la sua conseguente sottoposizione a una pena.
Il processo civile è di regola avviato da un'azione privata, mentre negli ordinamenti moderni il processo penale è di solito avviato dall'azione di un organo pubblico, il pubblico ministero. Quest'ultimo, sebbene in certi ordinamenti faccia parte dello stesso ordine, la magistratura, al quale appartengono anche i giudici, non svolge una funzione giurisdizionale ma, semmai, amministrativa, tant'è che nella maggior parte degli ordinamenti appartiene al potere esecutivo.
In tutti gli ordinamenti la giurisdizione civile e penale è di regola demandata ai giudici ordinari, salvo alcune materie eventualmente devolute a giudici speciali (si pensi ai reati militari che, in molti ordinamenti, sono devoluti a giudici appositi: i giudici militari). Dai giudici speciali vanno distinti i giudici specializzati, che fanno pur sempre parte della giurisdizione ordinaria, ai quali sono devolute in primo grado (e talvolta anche in appello) le cause afferenti determinate materie (si pensi ai giudici di commercio, di famiglia, dei minorenni, ecc. presenti in vari ordinamenti).

### Giurisdizione amministrativa, tributaria e contabile
In molti ordinamenti - con la notevole eccezione di quelli di common law - vi è una giurisdizione amministrativa, demandata a giudici speciali (giudici amministrativi), che risolve controversie concernenti rapporti in cui una delle parti è la pubblica amministrazione.
In alcuni ordinamenti (Francia, Germania, Austria, ecc.) il giudice amministrativo ha competenza generale per i rapporti di cui è parte la pubblica amministrazione, essendo eccezioni i casi in cui è competente il giudice ordinario (ad esempio, i rapporti interamente disciplinati dal diritto privato). In altri ordinamenti (Belgio, Paesi Bassi, ecc.), invece, sono devolute al giudice amministrativo determinate materie, mentre la competenza generale rimane al giudice ordinario. L'ordinamento italiano ha adottato un peculiare criterio di ripartizione delle giurisdizione, imperniato sulla natura della situazione giuridica soggettiva lesa: se è un diritto soggettivo sussiste la giurisdizione ordinaria, se invece è un interesse legittimo sussiste la giurisdizione amministrativa (questo criterio generale è peraltro integrato da quello basato sulla materia, nei casi eccezionali di giurisdizione esclusiva).
In alcuni ordinamenti, tra i quali quello italiano, le controversie promosse dai privati contro i soggetti impositori di prestazioni tributarie sono devoluti a giudici speciali (giudici tributari), diversi dai giudici amministrativi; si parla, in questo caso, di giurisdizione tributaria che può essere considerata una forma speciale di giurisdizione amministrativa.
Forma speciale di giurisdizione amministrativa è considerata anche la giurisdizione contabile, spettante alla corte dei conti negli ordinamenti dove esiste questo istituto (Italia, Belgio, Francia e paesi francofoni, ecc.). Il giudice contabile ha il compito di giudicare la regolarità dei conti pubblici e unisce alle funzioni giurisdizionali funzioni amministrative di controllo (in altri ordinamenti, invece, il controllo sui conti pubblici spetta a organi non appartenenti al potere giudiziario e privi di funzioni giurisdizionali: così è, ad esempio, in Germania e nei paesi di common law).

### Giurisdizione costituzionale
La giurisdizione costituzionale, negli ordinamenti dove è previsto il controllo di legittimità costituzionale accentrato delle leggi e degli atti aventi forza di legge, è quella esercitata da un giudice apposito (corte costituzionale o tribunale costituzionale) oppure dalla corte suprema di legittimità, o da una sua sezione specializzata.
Tale giudice costituzionale ha di solito anche altre competenze particolari, ad esempio sui conflitti di competenza o di attribuzioni tra organi dello Stato o tra stato ed enti territoriali oppure su particolari reati di cui si sono resi responsabili i titolari di alte cariche pubbliche (capo dello Stato, capo del governo, ministri, ecc.)
Negli ordinamenti che hanno adottato il controllo diffuso di legittimità costituzionale, il potere di sindacare la costituzionalità delle leggi e degli atti aventi forza di legge è riconosciuto alla generalità dei giudici, i quali, peraltro, non possono annullare la norma incostituzionale ma solamente disapplicarla con effetti limitati al processo in corso.

## Nel mondo

### Italia
Nell'ordinamento italiano la giurisdizione civile e penale è perlopiù demandata agli organi della giurisdizione ordinaria: giudici di pace, tribunali in composizione monocratica (giudice unico) o collegiale (tre giudici), corti d'assise (solo penale), corti d'appello, corti d'assise d'appello (solo penale) e Corte di cassazione. Giudici speciali sono i tribunali militare e la Corte militare d'appello, in ambito penale, e i Tribunali Regionali delle acque pubbliche, in ambito civile; non sono, invece, giudici speciali ma specializzati i tribunali dei minori, che uniscono competenze civili e penali.
La giurisdizione amministrativa è demandata a giudici speciali: i tribunali amministrativi regionali (TAR) e il Consiglio di Stato. Sono giudici speciali anche le commissioni tributarie provinciali e regionali, che esercitano la giurisdizione tributaria, e la Corte dei conti, che esercita la giurisdizione contabile.
La giurisdizione costituzionale è esercitata dalla Corte costituzionale, chiamata anche a dirimere i conflitti di attribuzioni tra i poteri dello Stato. I conflitti di competenza sono risolti dalla Corte di cassazione a sezioni riunite o dal Consiglio di Stato, a seguito di regolamento di competenza, se sorgono fra giudici ordinari o, rispettivamente, fra TAR. Invece, i conflitti di giurisdizione, sorti tra giudici appartenenti a diverse giurisdizioni, sono risolti dalla Corte di cassazione a sezioni riunite, a seguito di regolamento di giurisdizione.